# Sovexportfilm
Sovexportfilm (in russo Совэкспортфильм?) è un'azienda del governo sovietico fondata nel 1945, responsabile della diffusione di film sovietici all'estero.
La società, inoltre, aveva il monopolio per l'importazione di film stranieri in Unione Sovietica.
Dal 1924 al 1933 fu attiva Sovkino, poi fino al 1945 Soyuzintorgkino.

## Storia
Questa società è stata successivamente posta sotto l'autorità di:
- Comitato per la Cinematografia: novembre 1945 - giugno 1953
- Ministero del Commercio Estero dell'Urss: luglio 1953 - marzo 1963
- Comitato di Stato per la Cinematografia del Consiglio dei Ministri dell'Urss: marzo 1963 - ottobre 1965
- Comitato cinematografico del Consiglio dei Ministri dell'Urss: ottobre 1965 - 1986

Sovexportfilm era il più grande esportatore mondiale di cortometraggi, lungometraggi, documentari, film scientifici e di animazione di tutti i 39 studi cinematografici sovietici.
Tra le sue attività all'Estero, Soveksportfilm organizzava festival e retrospettive regolarmente ed editava una rivista mensile (pubblicato in russo, inglese, francese, tedesco, spagnolo e arabo).
Soveksportfilm aveva propri studi a Parigi, ad Helsinki, a Il Cairo e in India.
Nel 1985, quando Mikhail Gorbachev divenne leader dell'Unione Sovietica, i processi di riforma della perestroika hanno riguardato anche il cinema e Sovexportfilm ebbe un rapido declino.

## Collaboratori (selezione)
- Michail Petrovič Bogomazov — dirigente
- Pavel Vladimirovič Moskovskij — vicepresidente (1948-1952)[1]
- Tatiana Borizovna Beresanzeva — dipendente e responsabile per il film sovietico in Francia (1944-1946)[2]
- Pavel Petrovič Petrov-Bytov — regista (1945-1946)